# Fineldo
 (août 2024).
La mise en forme du texte ne suit pas les recommandations de Wikipédia : il faut le « wikifier ».
Les points d'amélioration suivants sont les cas les plus fréquents. Le détail des points à revoir est peut-être précisé sur la page de discussion.
- Les titres sont pré-formatés par le logiciel. Ils ne sont ni en capitales, ni en gras.
- Le texte ne doit pas être écrit en capitales (les noms de famille non plus), ni en gras, ni en italique, ni en « petit »…
- Le gras n'est utilisé que pour surligner le titre de l'article dans l'introduction, une seule fois.
- L'italique est rarement utilisé : mots en langue étrangère, titres d'œuvres, noms de bateaux, etc.
- Les citations ne sont pas en italique mais en corps de texte normal. Elles sont entourées par des guillemets français : « et ».
- Les listes à puces sont à éviter, des paragraphes rédigés étant largement préférés. Les tableaux sont à réserver à la présentation de données structurées (résultats, etc.).
- Les appels de note de bas de page (petits chiffres en exposant, introduits par l'outil «  Source ») sont à placer entre la fin de phrase et le point final[comme ça].
- Les liens internes (vers d'autres articles de Wikipédia) sont à choisir avec parcimonie. Créez des liens vers des articles approfondissant le sujet. Les termes génériques sans rapport avec le sujet sont à éviter, ainsi que les répétitions de liens vers un même terme.
- Les liens externes sont à placer uniquement dans une section « Liens externes », à la fin de l'article. Ces liens sont à choisir avec parcimonie suivant les règles définies. Si un lien sert de source à l'article, son insertion dans le texte est à faire par les notes de bas de page.
- La présentation des références doit suivre les conventions bibliographiques. Il est recommandé d'utiliser les modèles {{Ouvrage}}, {{Chapitre}}, {{Article}}, {{Lien web}} et/ou {{Bibliographie}}. Le mode d'édition visuel peut mettre en forme automatiquement les références.
- Insérer une infobox (cadre d'informations à droite) n'est pas obligatoire pour parachever la mise en page.

Pour une aide détaillée, merci de consulter Aide:Wikification.
Si vous pensez que ces points ont été résolus, vous pouvez retirer ce bandeau et améliorer la mise en forme d'un autre article.
Fineldo Srl est une société holding financière italienne dont le siège social est à Rome, qui contrôle les activités industrielles de la famille de Vittorio Merloni, son fondateur.

## Histoire
La société Fineldo a été créée par Vittorio Merloni en 1987 à Fabriano, dans la province d'Ancône, sous la forme d'une S.p.A. (société anonyme italienne par actions) dans le cadre de la scission de Industrie Merloni SpA en deux nouvelles sociétés exploitées par la société holding financière de la famille Merloni, Merloni Finanziaria SpA, qui contrôlait les sociétés Merloni Elettrodomestici SpA, Merloni Termosanitari SpA et Merloni Progetti. L'actionnaire de référence et président de la société est Vittorio Merloni avec 62,5% des parts, les autres participations sont détenues par sa sœur Ester et son frère Francesco, avec respectivement 26,7% et 10,8%. 51 % du groupe Merloni Elettrodomestici SpA, coté à la Bourse de Milan, dont elle est l'actionnaire majoritaire, sont transférés à Fineldo. La société Merloni Elettrodomestici SpA est renommée Indesit Company SpA en 2005. À la suite d'une augmentation de capital, la participation de la holding Fineldo est ramenée à 42,75 % en 2014 mais elle en reste l'actionnaire de référence et de contrôle La société Merloni Progetti SpA est également passée sous le contrôle de Fineldo.
Durant les années suivantes, la société holding Fineldo met en œuvre un ambitieux plan de diversification de ses investissements et se lance dans le secteur du divertissement, des services financiers et sur le marché libre de l'électricité italien. En 1995, Fineldo a racheté le constructeur de motos et de scooters Benelli de Pesaro, qui a été revendu à la multinationale chinoise Zhejiang Qianjiang Motorcycle Group Co., Ltd. en 2005.
En 1999, Fineldo, dirigée par Aldo Hugo Sallustro, rachète la maison d'édition Panini à Modène à l'américain Marvel Comics, en faillite,. La même année, à la suite de la libéralisation du marché de l'énergie en Italie, Fineldo fonde la société MPE Energia SpA, basée à Milan, dont l'objet est la production et la commercialisation d'énergie électrique.
En 2000, associée aux sociétés Tosinvest et Faber Factor, elle rachète pour 984,2 milliards de £ires (soit 510 millions €uros valeur 2001) à la holding d'État IRI, la banque d'affaires publique Cofiri SpA lors de sa privatisation, dans laquelle elle détenait déjà une participation de 30 % qui sera revendue à Capitalia en 2003.
En 2002, via une filiale financière luxembourgeoise, Fineldo SpA prend une participation de 25 % dans la société SEI SpA d'Ozzano dell'Emilia, fabricant de téléviseurs Sinudyne,,.
En 2004, Fineldo entre au capital de la banque d'affaires Mediobanca, avec une participation de 0,25 %. La même année, le cabinet Busacca & Associati de Milan publie un classement des 20 entreprises italiennes les plus compétitives, dans lequel Fineldo figure en neuvième position. Fineldo rachète la participation 40 % dans Faber Factor, société d'affacturage de la famille Merloni, à sa filiale Merloni Elettrodomestici SpA.
En 2005, Fineldo porte sa participation dans le capital de Capitalia de 0,25 à 0,40 %.
En 2008, Fineldo vend sa filiale MPE Energia SpA à l'allemand E.ON.

## Le groupe Fineldo après 2014
Après le décès de son fondateur, Vittorio Merloni, dont la fortune dépassait le milliard d'€uros, d'autres cessions ont suivi :
- en 2014, le groupe Indesit Company SpA et toutes ses filiales étrangères est vendu à l'américain Whirlpool Corporation qui sera lui-même racheté en 2023 par le groupe turc Arçelik A.Ş.[23].
- en 2016, Panini par une opération de leveraged buyout de l'ancien directeur général de Fineldo des années 1990, Aldo Hugo Sallustro[24]
- en 2016, Ariston Thermo Group devenue une société indépendante,
- en 2020, Progetti International (ex Merloni Progetti) à Enertronica Santerno SpA[25]

Après la campagne de cession des sociétés industrielles, Fineldo SpA conserve dans son portefeuille seulement des participations financières :
- Mediobanca,
- Unicredit,
- GasPlus,
- participations dans des fonds de capital-investissement Mid Industry (ex Lehman Brothers) et Trilantic Capital Partners de Vittorio Pignatti Morano,
- Fineldo Immobiliare